# Peter Evans
Peter Maxwell Evans (ur. 1 sierpnia 1961 w Perth), australijski pływak. Wielokrotny medalista olimpijski.
Specjalizował się w stylu klasycznym. Brał udział w dwóch igrzyskach (IO 80, IO 84), na obu zdobywał medale.  W 1980 – pod nieobecność części sportowców, w tym amerykańskich pływaków – Australijczycy triumfowali w sztafecie 4 × 100 metrów stylem zmiennym. Indywidualnie Evans był trzeci na 100 metrów żabką. Cztery lata później w tych samych konkurencjach sięgał po brązowe medale. Był medalistą Commonwealth Games w 1982.